# 가일렌 샬랄리
가일렌 샬랄리(아랍어: غيلان الشعلالي, Ghailene Chaalali, 1994년 2월 28일 ~ )는 튀니지의 축구 선수로 현재 튀니지 리그 프로페시오넬 1의 에스페랑스 스포르티브 드 튀니스에서 미드필더로 활약하고 있다.